# كيفن جونز (دراج)
كيفن جونز (بالإنجليزية: Kevin Jones)‏ هو دراج أمريكي، ولد في 12 مايو 1967.